# Хабибуллоев, Махмаджон Халимович
Махмаджон Халимович Хабибуллоев (8 мая 1965, Таджикская ССР, СССР) — советский и таджикский футболист, тренер. Заслуженный тренер Таджикистана.

## Биография
Первый тренер — Мумин Сафаров.
В 1991 провел 7 игр за «Хосилот» во второй лиге СССР. В чемпионате Таджикистана играл за «Равшан» из Куляба.
С начала 2000-х на тренерской работе. Бессменный наставник ФК «Регар-ТадАЗ» с 2001 года по 2013. Иногда выходил на поле как игрок в чемпионате Таджикистана среди дублеров.
В 2007 — главный тренер национальной сборной Таджикистана. В 2006 и 2008 признан лучшим тренером Таджикистана.
В августе 2014 года возглавил «Далерон-Уротеппа» и привёл команду к бронзовым медалям. Перед началом сезона 2015 стал главным тренером «Равшана», но в июле этого же года покинул команду, по итогам сезона «Равшан» стал бронзовым призёром. Летом 2015 года возглавил «Хосилот» и привёл его к победе в первой лиге. Летом 2016 года снова назначен главным тренером «Хосилота» и привёл его к серебряным медалям чемпионата страны. В 2020 работал в команде «Куктош». В начале 2021 года назначен главным тренером ФК «Истаравшан». В сентябре 2021 года объявил о завершении тренерской карьеры в таджикском футболе.

## Достижения
как игрока
- Обладатель Кубка Таджикистана 1994

как тренера
- Чемпион Таджикистана 2001, 2002, 2004, 2006, 2007, 2008
- Обладатель Кубка Таджикистана 2001, 2002, 2005, 2006